# Министерство внутренних дел Литвы
Министерство внутренних дел Литвы отвечает за надзор за общественной безопасностью, охрану границ, миграционный контроль, реагирование на чрезвычайные ситуации, государственное управление  государственной службой, а также местные и региональные инициативы в области развития. Его деятельность уполномочена Конституцией Литовской Республики, указами Президента и премьер-министра и законами, принятыми Сеймом (парламентом).

## Министры внутренних дел
|    | Имя, Фамилия                  | Период                  |
| 1  | Марионас Мисюконис            | 1990.03.17 – 1992.01.13 |
| 2  | Петрас Валюкас                | 1992.01.13 – 1992.12.02 |
| 3  | Ромасис Вайтекунас            | 1992.12.12 – 1996.02.23 |
| 4  | Виргилиюс Владисловас Буловас | 1996.02.23 – 1996.12.04 |
| 5  | Видмантас Жемялис             | 1996.12.04 – 1999.06.01 |
| 6  | Стасис Шедберас               | 1998.05.22 – 1999.06.01 |
| 7  | Чесловас Казимерас Блажис     | 1999.06.01 – 2000.10.27 |
| 8  | Витаутас Маркевичюс           | 2000.10.27 – 2001.07.04 |
| 9  | Иозас Бернатонис              | 2001.07.14 – 2003.05.13 |
| 10 | Виргилиюс Владисловас Буловас | 2003.05.13 – 2004.11.29 |
| 11 | Гинтарас Ионас Фурманавичюс   | 2004.11.29 – 2006.07.06 |
| 12 | Раймондас Шукис               | 2006.07.06 – 2007.12.17 |
| 13 | Регимантас Чупайла            | 2007.12.17 – 2008.11.28 |
| 14 | Раймундас Палайтис            | 2008.11.28 – 2012.03.25 |
| 15 | Артурас Мелянас               | 2012.04.16 – 2012.12.13 |
| 16 | Дайлис Альфонсас Баракаускас  | 2012.12.13 – 2014.10.30 |
| 17 | Саулюс Сквернялис             | 2014.11.05 - 2016.04.13 |
| 18 | Томас Жилинскас               | 2016.04.14 - 2016.12.13 |
| 19 | Эймутис Мисюнас               | 2016.12.13 - 2020.12.11 |
| 20 | Агне Билотайте                | 2020.12.11 - н.в.       |

## Ведомства внутри министерства
Департаменты и агентства, центры являются внутренней составляющей министерства. Однако службы внутри МВД обладают определённой автономией и способны как сменить министерство (например служба охраны госграницы и служба общественной безопасности переподчиняются Министерству национальной обороны в случае военного положения), так и стать независимыми (как например Служба охраны руководства которая отделилась от МВД). 

### Общественная безопасность
- Департамент полиции
- Служба расследований финансовых преступлений
- Департамент противопожарной охраны и спасения

#### Военнизированные службы МВД
- Служба охраны государственной границы
- Служба общественной безопасности (жандармерия)

#### Объединённые специальные силы
- Отряд антитеррористических операций Aras (Департамент полиции)
- Команда быстрого реагирования и контратаки (ОRKA) (Служба общественной безопасности)
- Командование специального назначения Kovas (Служба охраны госграницы)

### Миграционные ведомства
- Департамент миграции
- Центр выписки документов

### Общественное администрирование
- Агентство общественного управления

#### Другие ведомства и предприятия
- Департамент информатики и связи
- Департамент управления имущества и хозяйства

- Центр медицины МВД
- Центр отдыха и реабилитации "Пушинас"
- Учебный центр государственных и муниципальных служащих
- Объединённый технический секретариат
- Государственное предприятие "Регитра"[1]

## Система внутренней службы
Министр внутренних дел Литовской Республики (при согласовании с министрами финансов и юстиции) устанавливает общий устав внутренней службы. 
Согласно уставу внутренней службы в неё входят следующие ведомства:

#### Министерство внутренних дел
- Департамент полиции
- Служба расследований финансовых преступлений
- Департамент противопожарной охраны и спасения
- Служба охраны государственной границы
- Служба общественной безопасности (жандармерия)

#### Министерство юстиции
- Служба пробации
- Служба тюрем

#### Министерство финансов
- Департамент таможни

### Звания офицеров внутренней службы
Служба расследования финансовых преступлений Департамент противопожарной охраны и спасения Тюремная служба и пробационная служба Жандармерия Пограничная служба Таможня
| Офицеры внутренней службы                                                  | Офицеры внутренней службы | Офицеры внутренней службы | Офицеры внутренней службы                   | Офицеры внутренней службы | Офицеры внутренней службы | Офицеры внутренней службы                | Офицеры внутренней службы | Офицеры внутренней службы                     | Офицеры внутренней службы  |
|                                                                            | Офицеры высшей цепи       | Офицеры высокой цепи      | Офицеры высокой цепи                        | Офицеры высокой цепи      | Офицеры средней степени   | Офицеры средней степени                  | Офицеры средней степени   | Офицеры первой степени                        | Офицеры первой степени     |
| -------------------------------------------------------------------------- | ------------------------- | ------------------------- | ------------------------------------------- | ------------------------- | ------------------------- | ---------------------------------------- | ------------------------- | --------------------------------------------- | -------------------------- |
| Погоны к парадной форме одежды                                             |                           |                           |                                             |                           |                           |                                          |                           |                                               |                            |
| Погон-муфта к рубашке (звания на полевой форме выполнены в защитном цвете) |                           |                           |                                             |                           |                           |                                          |                           |                                               |                            |
| Звание                                                                     | Генерал Generolas         | Полковник Pulkininkas     | Полковник-лейтенант Pulkininkas leitenantas | Майор Majoras             | Капитан Kapitonas         | Старший лейтенант Vyresnysis leitenantas | Лейтенант Leitenantas     | Старший унтер-офицер Vyresnysis puskarininkis | Унтер-офицер Puskarininkis |

### Звания офицеров полиции
| Офицеры полиции                                                            | Офицеры полиции                            | Офицеры полиции                           | Офицеры полиции                       | Офицеры полиции    | Офицеры полиции                           | Офицеры полиции                           | Офицеры полиции        | Офицеры полиции                            |
|                                                                            | Комиссары                                  | Комиссары                                 | Комиссары                             | Комиссары          | Комиссары                                 | Инспекторы                                | Инспекторы             | Инспекторы                                 |
| -------------------------------------------------------------------------- | ------------------------------------------ | ----------------------------------------- | ------------------------------------- | ------------------ | ----------------------------------------- | ----------------------------------------- | ---------------------- | ------------------------------------------ |
| Погоны к парадной форме одежды                                             |                                            |                                           |                                       |                    |                                           |                                           |                        |                                            |
| Погон-муфта к рубашке (звания на полевой форме выполнены в защитном цвете) | Генеральный комиссар Generalinis komisaras | Верховный комиссар Vyriausiasis komisaras | Старший комиссар Vyresnysis komisaras | Комиссар Komisaras | Комиссар инспектор Komisaras inspektorius | Старший инспектор Vyresnysis inspektorius | Инспектор Inspektorius | Младший инспектор Jaunesnysis inspektorius |